# Almáchar
Almáchar es un municipio español de la provincia de Málaga, Andalucía, en la comarca de la Axarquía. Por carretera se halla situado a solo 35 kilómetros de Málaga y a 566 km de Madrid.
Tiene una población de 1927 habitantes (INE 2024), cuenta con una extensión de 14,4 km² y tiene una densidad de 125,97 hab/km². Se encuentra situada a una altitud de 246 metros y a 35 kilómetros de la capital de provincia, Málaga.

## Clima
- Temperatura media: 21 °C
- Horas de sol al año: 2900 horas/año
- Precipitaciones: 560 l/m²

## Historia
El nombre de la ciudad se deriva del árabe Al Maysar, que significa «cortijo», y utilizada para formar parte de lo que se conoce como las Cuatro Villas, junto con Cútar, El Borge, que estaban bajo la protección de Comares, y tras la reconquista en 1487, su dependencia de esta ciudad continuó. Los primeros datos históricos reales que tenemos del lugar son del siglo XVI, cuando un número de familias involucradas en la cría de ocupación de la ciudad después de los moriscos, enojado por un acuerdo por el que se utiliza para cultivar uvas finas, la había abandonado. En 1611, las características Almáchar en las Ordenanzas de Málaga como Macharalayate. La colocación de una enorme cruz en una colina cerca de la gente del pueblo dio lugar a muchos autores la referencia al lugar como Almáchar de la Cruz, un símbolo que aún está incorporado en la ciudad en su escudo. Un terremoto en 1755 obligó a la gente a abandonar sus hogares y refugiarse en el campo. La excelente calidad de los paños fabricados a partir de la ciudad a finales del siglo XIX hizo muy conocido, hasta el punto de existir más de un centenar de talleres que participaban en esta industria. Uno de los períodos más tristes de la historia de Almáchar fue durante los años de la Guerra Civil, cuando las familias y amigos se dividieron enfrentándose entre sí, todo como resultado de diferentes creencias políticas.

## Geografía humana

### Demografía
Cuenta con una población de 1927 habitantes (INE 2024).
| Gráfica de evolución demográfica de Almáchar entre 1842 y 2021                                                        |
| |
| Población de derecho según los censos de población del INE. Población de hecho según los censos de población del INE. |

### Economía
Su economía se basa en la agricultura, con una superficie de cultivos herbáceos de 79 hectáreas (principalmente judía verde con 20 hectáreas) y una superficie de cultivos leñosos de 930 hectáreas (principalmente aguacate y mangos con 250 hectáreas y viñedos de uva para pasas con 297 hectáreas).Y una pequeña proporción al olivo y almendros.

#### Evolución de la deuda viva municipal
| Gráfica de evolución de Deuda viva del Ayuntamiento de Almáchar entre 2008 y 2019                                |
| |
| Deuda viva del Ayuntamiento de Almáchar en miles de Euros según datos del Ministerio de Hacienda y Ad. Públicas. |

### Transporte público
Almáchar está comunicado mediante una línea de autobús interurbano con los municipios de Almáchar, Moclinejo, Benagalbón (localidad), Rincón de la Victoria y Málaga, mediante la línea de Autobús Málaga-Benagalbón-Almáchar, adscrita al Consorcio de Transporte Metropolitano del Área de Málaga
Por otro, también está comunicado con la costa perteneciente a Vélez-Málaga y Torre del Mar. Esta línea es compartida con el pueblo vecino de El Borge,al igual que la línea que llega hasta la ciudad de Málaga. Ambas son muy importantes para el municipio, pues es un medio de tránsito hacia el comercio y a recursos básicos: Hospital, Centros Comerciales u otros servicios. 
| Línea | Trayecto                   |
| ----- | -------------------------- |
| M-262 | Málaga-Benagalbón-Almáchar |

## Política
El alcalde de Almachar es Antonio Yuste Gámez, de PSOE-A. Gobierna en esta localidad en mayoría absoluta tras obtener la lista del PSOE-A 5 concejales.

### Resultado de las elecciones municipales de 2023
| Candidatura     | Candidatura                              | Votos | %                               | Escaños                         |
| --------------- | ---------------------------------------- | ----- | ------------------------------- | ------------------------------- |
|                 | Partido Socialista Obrero Español (PSOE) | 588   | 51,26                           | 5                               |
|                 | Con Andalucía (Podemos-IU-MP-IdPA)       | 329   | 28,68                           | 2                               |
|                 | Partido Popular (PP)                     | 228   | 19,88                           | 2                               |
| Votos en blanco | Votos en blanco                          | 2     | 0,17                            | n/a                             |
| Votos válidos   | Votos válidos                            | 1147  | 100                             | 9                               |
| Votos nulos     | Votos nulos                              | 5     | Participación: \| \| 79,32 % \| | Participación: \| \| 79,32 % \| |
| Votantes        | Votantes                                 | 1162  | Participación: \| \| 79,32 % \| | Participación: \| \| 79,32 % \| |
| Electores       | Electores                                | 1465  | Participación: \| \| 79,32 % \| | Participación: \| \| 79,32 % \| |
|                 | 79,32 %                                  |       |                                 |                                 |

| Periodo   | Nombre                                 | Partido                |
| --------- | -------------------------------------- | ---------------------- |
| 1979-1983 | Pedro Andú Talero Francisco Pérez Ruiz | UCD                    |
| 1983-1987 | Francisco Pérez Ruiz                   | CDS                    |
| 1987-1991 | Francisco Pérez Ruiz                   | CDS                    |
| 1991-1995 | Francisco Fernández España             | PSOE-A                 |
| 1995-1999 | Francisco Fernández España             | PSOE-A                 |
| 1999-2003 | Francisco Fernández España             | PSOE-A                 |
| 2003-2007 | Francisco Fernández España             | PSOE-A                 |
| 2007-2011 | José Gámez Gutiérrez                   | IU-LV-CA               |
| 2011-2015 | José Gámez Gutiérrez                   | IU-LV-CA               |
| 2015-2019 | José Gámez Gutiérrez                   | IU-LV-CA Para la Gente |
| 2019-2023 | Antonio Yuste Gámez                    | PSOE-A                 |
| 2023-act. | Antonio Yuste Gámez                    | PSOE-A                 |

## Fiestas

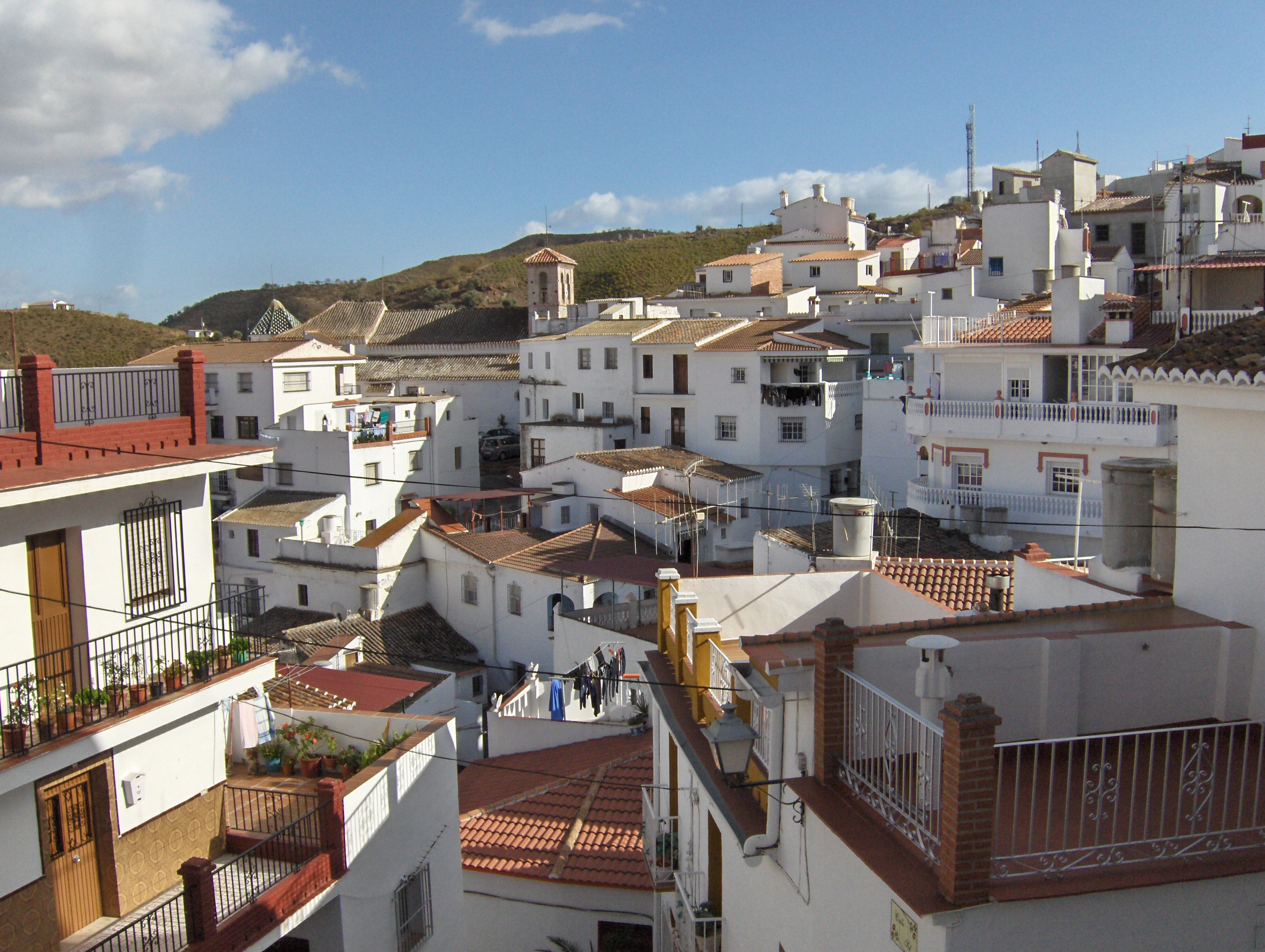
Vista parcial del pueblo de Almáchar

La Fiesta Turística más importante de Almáchar tiene lugar el sábado del primer fin de semana de septiembre, con el día del Ajoblanco, designada oficialmente como Fiesta de Interés Turístico en Andalucía. En esta fiesta, los visitantes pueden degustar este plato típico maravilloso (sopa fría de ajo y almendras) y otras delicias culinarias de la zona. 
La fiesta del Ajoblanco fue singular y pionera entre los pueblos de la provincia de Málaga, surgió gracias a la iniciativa de algunos vecinos del pueblo como forma de reivindicación por la falta de comunicación que sufría la localidad, aislada de la capital. El objetivo era la construcción de una carretera, por lo que consiguieron atraer a políticos importantes de la época al municipio, para que tomaran conciencia de la necesidad de crear esta comunicación. Esto surgió en 1968 cuando el pueblo quedaba a una distancia de 60 km de la ciudad, se pedía construir un tramo de 8 km ya que lo demás estaba totalmente comunicado desde la localidad de Moclinejo, esto supondría que la distancia de la capital disminuyera a casi la mitad. 
De aquella época hay muchas cosas que se mantienen como antaño; la hospitalidad de nuestros vecinos, sus calles serpenteantes para suavizar las pendientes, las casas encaladas y cargadas de macetas que le dan el encanto, pero sobre todo la fiesta del Ajoblanco no ya como reivindicación de progreso, sino como muestra de hospitalidad y gratitud con los visitantes y con la finalidad de mantener viva nuestra gastronomía, nuestra cultura, tradiciones, costumbres y folklore que de padres a hijos ha pasado y que se conserva hasta nuestros días.
Las fiestas en honor a su patrona, Nuestra Señora del Amparo, antiguamente tenían lugar del 29 al 31 de julio, actualmente se celebra el último fin de semana de julio, en éstas las gentes de la localidad y las áreas circundantes a las calles de día y de noche para participar y disfrutar de toda la gama de obras musicales, danza y actividades deportivas. La Función en honor del Santo Cristo de la Banda Verde es el primer fin de semana de mayo. Sus orígenes se remontan a 1754, cuando, según la leyenda local, la intervención divina del Cristo impidió la destrucción del pueblo por una serie de terremotos. El cristo fue nombrado protector de la ciudad. El momento más importante de esta fiesta religiosa es la misa del domingo y la procesión por las calles de Almáchar, con la imagen del Santo Cristo de la Banda Verde llevada a hombros. La Romería de San Isidro se lleva a cabo el 15 de mayo, y esta es una de las fiestas más emocionantes de todas las celebradas en el pueblo. La gente del pueblo se reúne en el campo, en un recinto habilitado para ello, hacen carreras de cintas a caballo y hay pandas de verdiales.

## Deporte

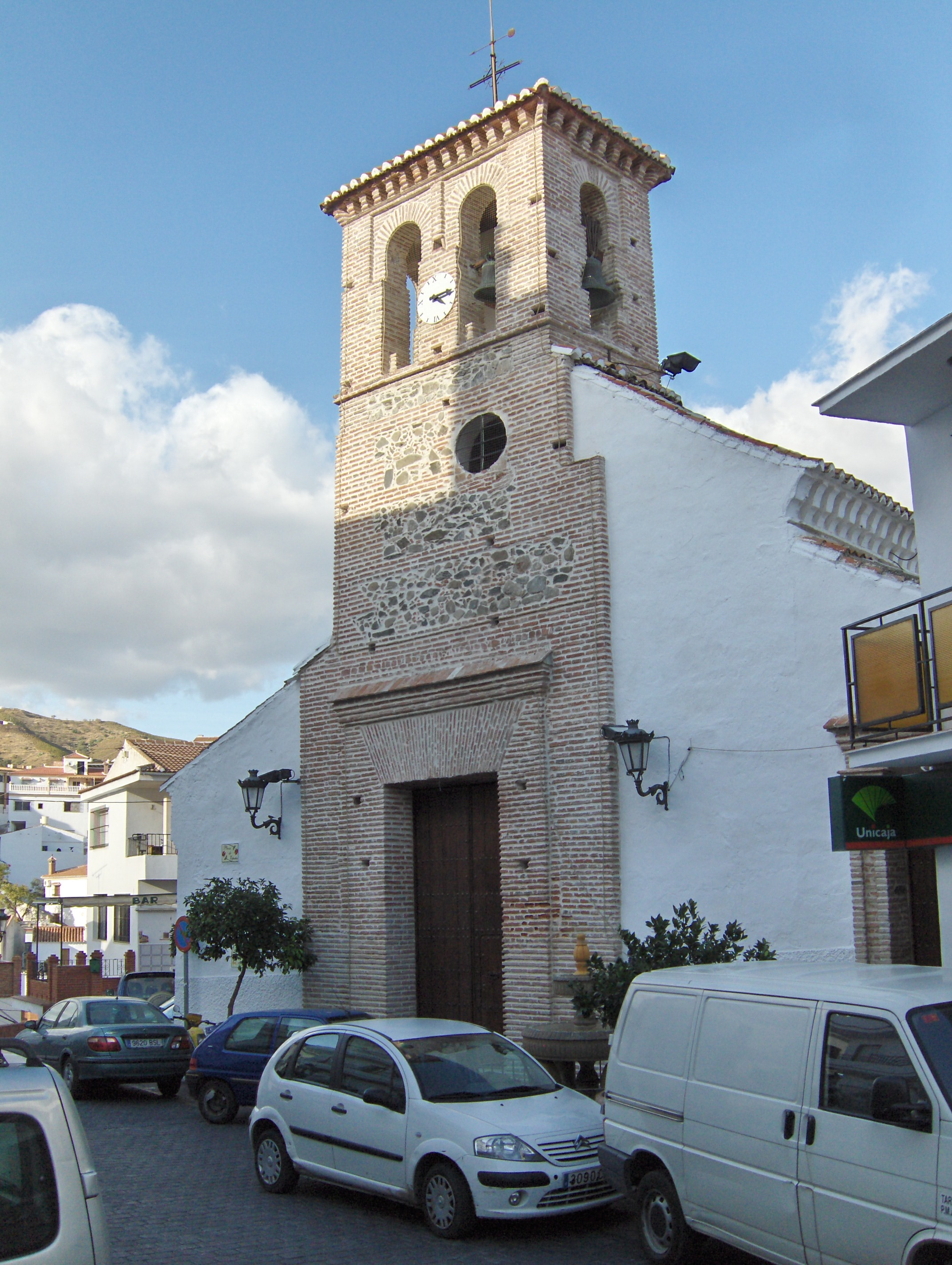
Iglesia de Almáchar

La localidad consta de multitud de instalaciones deportivas y actividades ofertadas. Puede decirse que en Almáchar practica deporte un gran número de personas, desde los más pequeños hasta los más mayores, teniendo una gran gama de deportes y actividades físicas que satisfacen las demandas de los usuarios del pueblo. A continuación se describen las instalaciones y actividades que oferta el pueblo para sus usuarios:
-Pista polideportiva: aquí los usuarios pueden practicar fútbol sala y tenis.
-Pabellón cubierto: aquí se ralizan multitud de actividades como aeróbic (actividad ofertada por el ayuntamiento), multideporte (actividad ofertada por el ayuntamiento), baloncesto, bádminton, actividad física para personas mayores y condición física para adultos (ambas ofertadas por el ayuntamiento), hay un rocódromo infantil, tenis de mesa, también cuenta con una sauna. Dentro de estas instalaciones también hay una sala de musculación donde por un coste muy pequeño los habitantes pueden usar la sala de fitness.
-Campo de fútbol: hay varios equipos que usan estas instalaciones. La escuela de fútbol, donde participan alumnos de entre seis y doce años (actividad que oferta el ayuntamiento), y por último hay un equipo de fútbol aficionado.
-Pista de pádel: realizan dicho deporte que también lo oferta de ayuntamiento.
-Piscina municipal: durante los meses de julio y agosto el ayuntamiento realiza su campaña de natación, donde participan alumnos de todas las edades.
Aparte de estos eventos, el ayuntamiento organiza distintas actividades para promover el deporte, cabe destacar la liga de fútbol que se lleva a cabo durante los meses de junio y julio, la liga local de baloncesto que dura todo la temporada, liga local de pádel, otros eventos como actividades en la piscina, orientación, torneo de petanca, senderismo...
También hay que destacar las actividades que realiza la gente por su cuenta como la caminata, grupos que se reúnen para jugar al fútbol, pádel, bádminton.